# HAT-P-55
HAT-P-55 — одиночная звезда в созвездии Геркулеса на расстоянии приблизительно 1693 световых лет (около 519 парсек) от Солнца. Видимая звёздная величина звезды — +13,207m. Возраст звезды определён как около 4,2 млрд лет.
Вокруг звезды обращается, как минимум, одна планета.

## Характеристики
HAT-P-55 — жёлтый карлик спектрального класса G1V, или G2. Масса — около 1,013 солнечной, радиус — около 1,07 солнечного, светимость — около 1,158 солнечной. Эффективная температура — около 5626 K.

## Планетная система
В 2015 году командой астрономов, работающих в рамках проекта HATNet, было объявлено об открытии планеты HAT-P-55 b. Это газовый гигант, обращающийся очень близко к родительской звезде, с массой и радиусом, равными 0,582 и 1,182 юпитерианской соответственно. Открытие было совершено транзитным методом.